# Lepidiella monteverdica
Lepidiella monteverdica är en tvåvingeart som beskrevs av Quate 1996. Lepidiella monteverdica ingår i släktet Lepidiella och familjen fjärilsmyggor.
Artens utbredningsområde är Costa Rica. Inga underarter finns listade i Catalogue of Life.